# Lac Colette
Le lac Colette est un lac artificiel situé à Sainte-Julienne dans la région administrative du Lanaudière au Québec. Le lac Colette est situé à 173 mètre d'altitude.  Le lac est alimenté par le Lac McGill, via un ruisseau d'environ 350 mètres.
Le débit du lac est contrôlé par un barrage. 
Aux alentours du lac Colette, pousse principalement une forêt mixte. Le climat est boréal.
La température moyenne est de −2 °C. Le mois le plus chaud est juillet, à 16 °C, et le mois le plus froid, à −22 °C Les précipitations moyennes sont de 1 153 millimètres par an. Le mois le plus humide est août, avec 160 millimètres de pluie, et le mois de mars le plus humide, avec 36 millimètres.